# Oscar del calcio AIC 2001

Il francese Zinédine Zidane, migliore calciatore assoluto agli Oscar del calcio AIC 2001.

L’Oscar del calcio AIC 2001 fu la quinta edizione dell'Oscar del calcio AIC, la manifestazione in cui vengono premiati i protagonisti del calcio italiano dall'Associazione Italiana Calciatori.

## Vincitori
Di seguito sono riportate tutte le nomination dei vari oscar assegnati:

### Migliore calciatore italiano
| Piazzamento | Giocatore        | Squadra |
| ----------- | ---------------- | ------- |
| Vincitore   | Francesco Totti  | Roma    |
| Nomination  | Alessandro Nesta | Lazio   |
| Nomination  | Damiano Tommasi  | Roma    |

### Migliore calciatore straniero
| Piazzamento | Giocatore        | Nazionalità | Squadra    |
| ----------- | ---------------- | ----------- | ---------- |
| Vincitore   | Zinédine Zidane  | Francia     | Juventus   |
| Nomination  | Hernán Crespo    | Argentina   | Lazio      |
| Nomination  | Manuel Rui Costa | Portogallo  | Fiorentina |

### Migliore portiere
| Piazzamento | Giocatore        | Nazionalità | Squadra    |
| ----------- | ---------------- | ----------- | ---------- |
| Vincitore   | Gianluigi Buffon | Italia      | Parma      |
| Nomination  | Francesco Toldo  | Italia      | Fiorentina |
| Nomination  | Ivan Pelizzoli   | Italia      | Atalanta   |

### Migliore difensore
| Piazzamento | Giocatore        | Nazionalità | Squadra |
| ----------- | ---------------- | ----------- | ------- |
| Vincitore   | Alessandro Nesta | Italia      | Lazio   |
| Nomination  | Fabio Cannavaro  | Italia      | Parma   |
| Nomination  | Lilian Thuram    | Francia     | Parma   |

### Migliore calciatore giovane
| Piazzamento | Giocatore       | Squadra  |
| ----------- | --------------- | -------- |
| Vincitore   | Antonio Cassano | Bari     |
| Nomination  | Massimo Donati  | Atalanta |
| Nomination  | Ivan Pelizzoli  | Atalanta |

### Migliore allenatore
| Piazzamento | Allenatore         | Squadra  |
| ----------- | ------------------ | -------- |
| Vincitore   | Carlo Ancelotti    | Juventus |
| Nomination  | Fabio Capello      | Roma     |
| Nomination  | Giovanni Vavassori | Atalanta |

### Migliore calciatore assoluto
| Piazzamento | Giocatore       | Nazionalità | Squadra  |
| ----------- | --------------- | ----------- | -------- |
| Vincitore   | Zinédine Zidane | Francia     | Juventus |

### Migliore arbitro
| Piazzamento | Arbitro           |
| ----------- | ----------------- |
| Vincitore   | Stefano Braschi   |
| Nomination  | Pierluigi Collina |
| Nomination  | Roberto Rosetti   |